# Dondoek Koeoelar

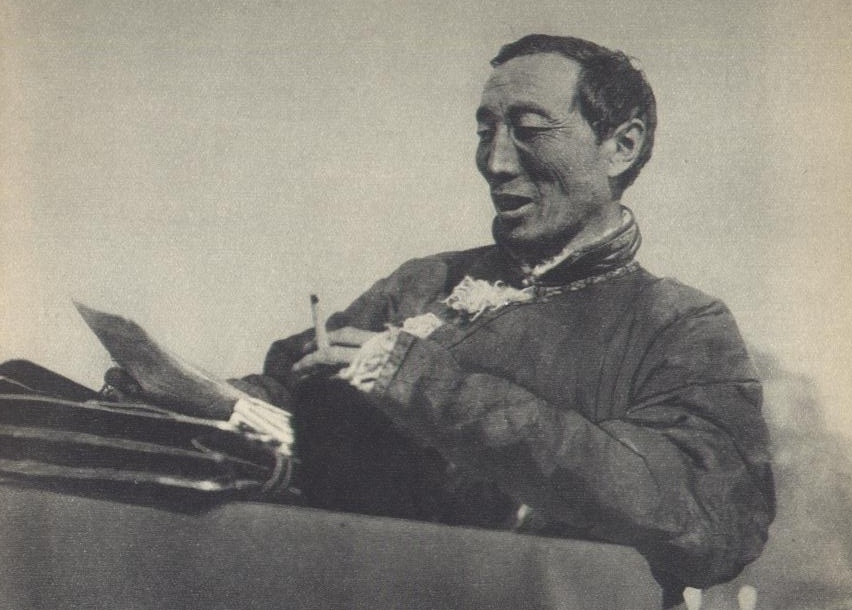
Dondoek Koeoelar

Kuular Donduk (1888-1932) was een staatsman uit Tannu Tuva. Donduk, een lamaïstische monnik, sloot zich aan bij de Tuviniaanse nationalisten die in 1921 met Sovjet-Russische hulp de onafhankelijkheid van Tannu Tuva uitriepen. Donduk werd daarna lid van de Revolutionaire Volkspartij van Tuva (TPRP). In 1924 werd Donduk voorzitter van het presidium van de Kleine Hural, d.i. staatshoofd. Donduk knoopte nauwe contacten aan met de Volksrepubliek Mongolië, net als Tuva een nog zeer jonge staat. Deze onafhankelijke politiek ten opzichte van de Sovjet-Unie ergerde Stalin. Daarnaast trachtte Donduk een lamaïstische theocratie van Tuva te maken. In 1926 werd het lamaïstisch boeddhisme de staatsgodsdienst. In november 1926 werd Donduk minister-president en de naam van Volksrepubliek Tannu Tuva gewijzigd in Volksrepubliek Toeva.
De groeiende zelfstandigheid van Tuva wekte de ergernis op van het Kremlin dat in 1929 een communistische coup steunde van de zojuist aan de 'Universiteit van Werkers uit het Oosten' in Moskou afgestudeerde communisten o.l.v. Salchak Toka. Donduk werd als premier afgezet en vervangen door een pro-Russische minister-president. Toka werd in 1932 secretaris-generaal van de Revolutionaire Volkspartij van Tuva (TPRP). In het zelfde jaar werd Donuk geëxecuteerd door de communisten.